# روبرتو ماركوس غارسيا
روبرتو ماركوس غارسيا (بالإسبانية: Roberto Marcos García)‏ هو صحفي مكسيكي، ولد في 1956، وتوفي في 21 نوفمبر 2006 في Alvarado, Veracruz ‏ في المكسيك.